# Бреннерслев (муніципалітет)
Бреннерслев (дан. Brønderslev) — муніципалітет у регіоні Північна Ютландія королівства Данія. Площа — 633 квадратних кілометрів. Адміністративний центр муніципалітету — місто Бреннерслев.

## Населення
У 2012 році населення муніципалітету становило 35 754 особи.